# Между нами лето
«Между нами лето» — российский фильм 2024 года, музыкальная романтическая комедия, дебют режиссёра Юрия Шарова.

## Сюжет
Лето 1999 года. 18-летний Саша с родителями приезжает на отдых в санаторий, где управляющим их старый знакомый Миша. В санатории Саша встречает девушку своей мечты — первую красавицу санатория Полину, которая проводит на пляже занятия по аэробике с отдыхающими. В санатории культработник ставит музыкальный спектакль «Орфей и Эвридика», Саше он даёт роль Орфея, а Полине — роль Эвридики, но сердце девушки ещё надо завоевать. Она чуть старше, у неё совсем другие интересы, она самостоятельная и встречается со своим начальником. Влюблённый в неё Саша, сам того не понимая, втягивается в неравную борьбу с управляющим санаторием Мишей, не гнушается использовать любые рычаги, чтобы Полина была с ним.

## В ролях
- Влад Прохоров — Саша
- Анфиса Черных — Полина
- Павел Майков — Михаил, управляющий санаторием
- Екатерина Стулова — Ира, мать Саши
- Георгий Дронов — Андрей, муж Иры, отчим Саши
- Павел Баршак — Саша взрослый
- Александр Обласов — Рома, отдыхающий
- Ольга Сарычева — Наташа, жена Ромы
- Сергей Стёпин — Фёдор Семёнович
- Даниил Шохин — Коля
- Максим Давтян — Аид
- Андрей Харыбин — представитель администрации
- Владимир Якимов — сотрудник МЧС

## Съёмки
Съёмки проходили в Москве в гостинице «Советская», а также на натуре в Сочи, в частности, в санатории «Металлург».

## Саундтрек
В фильме звучит много песен 1990-х годов: открывается и закрывается фильм композициями от группы «Отпетые мошенники», развивается под «А не спеть ли мне песню» («Чиж & Co») и «Моё сердце остановилось» («Сплин»), а ближе к кульминации пробирает «Как на войне» («Агата Кристи»). Над музыкальной составляющей работала целая команда композиторов (Дмитрий Ланской, Андрей Тимонин, Юрий Аббакумов, Алексей Воронков), поэтому фильм наполнен оригинальными мелодиями и песнями в исполнении Анфисы Черных и Влада Прохорова.

## Показ
Трейлер фильма вышел 22 января 2024 года, премьера состоялась 12 февраля в столичном кинотеатре «Иллюзион».
В кинопрокат фильм вышел 14 февраля 2024 года в День всех влюблённых, прокатчиком выступила кинокомпания «Централ Партнершип».
По данным сайта «Бюллетень кинопрокатчика» фильм был в прокате месяц, его посмотрели 62 750 зрителей, кассовые сборы составили 19 734 174 рублей ($ 214 502).

## Критика
«Между нами лето» снимало в основном поколение кинематографистов, знакомое с «лихими 90-ми» больше по рассказам родителей, фильмам того времени, родившимися позднее вокруг них мифами. Получился некий «Ла-Ла Ленд» или что-то вроде советско-румынского хита 70-х «Песни моря». Мюзиклом «Между нами лето» не назовёшь. 90-е в кино, как правило, жёсткое время, с криминальными разборками и нищетой. А тут — золотая пора. Авторы фильма попытались уловить ускользающую красоту безвременья. Анимационные заставки — как стоп-кадры ушедшей эпохи.— Московский комсомолец

«Между нами лето» — кино о первой и незабываемой влюблённости, главная особенность которого состоит в тщательно подобранном саундтреке. Под аккомпанемент песен групп «Сплин», «Отпетые мошенники», «Чиж & Co» и «Агата Кристи» зрители постарше наверняка расклеятся и вспомнят беззаботное прошлое.— Фильм.ру

## Рецензии
- Андрей Абрамов — Рецензия на фильм «Между нами лето»: курортный «зефир» // Афиша КП
- Светлана Ковалёва — Дебютный фильм «Между нами лето» рассказал о счастливых 90-х // Московский комсомолец, 13 февраля 2024 года